# Emsaue (ST-102)
Das Naturschutzgebiet Emsaue (ST-102) mit der Schlüsselnummer ST-102 ist das größte Naturschutzgebiet im Kreis Steinfurt in Nordrhein-Westfalen. Das etwa 1390 ha große Gebiet, das aus elf Teilflächen besteht und im Jahr 1991 unter Naturschutz gestellt wurde, erstreckt sich auf dem Gebiet der Städte Emsdetten und Greven und der Gemeinde Saerbeck entlang der Ems.